# いそふらぼん肘樹
いそふらぼん 肘樹（いそふらぼん ひじき）は、日本の漫画家。女性。愛媛県在住。2017年に『コミックZERO-SUM』（一迅社）に掲載された『神クズ☆アイドル』でデビュー。同作は同年に連載化され、代表作となっている。

## 来歴

### デビューまで
「ネタ絵」のイラストを描いて過ごしていたが、漫画を描き始めたのは『神クズ☆アイドル』の連載が開始されたころより6、7年前であった。「笑わせる感じのネタっぽい絵」が4コマ漫画となり、普通の漫画へと移行していった。pixivに投稿するも、Twitterの開始後は後者をメインとしていた。設定を考えるだけで、『神クズ☆アイドル』以前にはオリジナル漫画を執筆した経験はなかったが、同人誌は「年に1冊出すか出さないか」くらいの頻度で描いていた。
noteで漫画、アニメ、ゲームなどの感想を発信していたところ、2016年の秋ごろに担当編集者の本間から「キャラクターへの強い感情があるから、面白い漫画描けるんじゃないか」と声をかけられる。漫画の執筆依頼を一度も受けたことがなかったいそふらぼんは、驚いたという。もともと『KING OF PRISM』や『アイドルマスター』といったアイドルものの作品を好んでいたいそふらぼんが、好みを知っていた担当編集者からアイドルを題材とした漫画の執筆を提案されたことにより、『神クズ☆アイドル』が生まれるきっかけとなる。ほかにレポ漫かいそふらぼんの描きたいものという提案があった中で3つアイデアを出し、アイドルが面白いと採用されている。「ファン」や「オタク」の存在も好んでおり、作中に登場している。

### デビューから連載
2017年、『コミックZERO-SUM』（一迅社）と「ゼロサムオンライン」（同）に掲載された読み切り『神クズ☆アイドル』で、デビューを果たす。同作が人気を得て、同年12月発売の2018年2月号より連載を開始。連載デビューを果たす。2019年、「次にくるマンガ大賞 2019」にてコミックス部門3位を獲得し、第2巻の第1部までで終了の予定であったが、最終回から5か月で同年同誌10月号より同作の第2部を開始させる。2022年、同作がアニメ化を果たす。
2023年3月、Twitter上で二次創作の連投に関する相談を受けたツイートが話題となった。

## 人物
ペンネームの由来は、大豆食品が好きだという理由と「よく磯をフラフラしているというダブルミーニング」により「いそふらぼん」、食品のひじきが好きで、小学校時代に「ひじき」というあだ名だったため、それを漢字にして「肘樹」となった。いそふらぼんのメンバーカラーは黄色である。
いそふらぼんは自身を「Twitterを介してでしか、人と仲良くなれない」と考えており、インタビューでもTwitterについて触れられるほどであった。「今のオタク」の言葉について、Twitterを参考にしている。

### 影響を受けた作品
「目標としていた、影響を受けた漫画」は『ドラゴンクエスト4コマ漫画劇場』である。「制限がある中でオチをつけることの大切さ」、「キャラクターや設定をうまく活かすこと」など、いろいろと刺激を受けている。『コミックZERO-SUM』で印象に残っている作品として、宮本福助の『騎士団長 島耕作』を挙げている。
自身のファンに「自作の宣伝よりも『けいどろ』の宣伝のほうに熱がこもっている」と心配されるほど、かんばまゆこの『錦田警部はどろぼうがお好き』のファンである。同作を2018年5月に知り、同月15日にnoteに同作の記事を投稿するほどであった。

### 漫画制作
いそふらぼんによると「どちらかと言えば女の子を描く方が楽しい」といい、「男性は今までの人生で真面目にイケメンを描いてこなかったので、描くたび緊張」すると話している。「現実の人間の顔、あまり見分けがつかない」ため、「アイドル現場の文化を勉強して、（自身のオタク経験と）ミックスしたものを描いて」いると話している。
いそふらぼんによると、シリアスなストーリーは照れてしまうため得意ではなく、「放っておいたらずっとギャグ漫画を描いてしまう」のだという。
愛媛県在住のため、担当編集者とはメッセージでやりとりを行っている。

## 作品リスト

### 漫画作品
- 神クズ☆アイドル（『コミックZERO-SUM』2017年7月号[5]、2018年2月号[5] - 2019年5月号[1]、2019年10月号[11] - 連載中、既刊9巻） - デビュー作で[6]、読み切りから連載化[5]。
- 埼玉ホリック（原作：魔夜峰央、『翔んで埼玉 アンソロジー 埼玉解放戦線調査報告書』収録、2023年[19]） - 『翔んで埼玉』アンソロジー寄稿作品[19]。

### その他
- テレビアニメ『虫かぶり姫』応援イラスト（2022年10月3日[20]）